# Liste des planètes mineures non numérotées découvertes en juillet 2019
Pour un article plus général, voir Liste des planètes mineures non numérotées découvertes en 2019.
Pour un article plus général, voir Liste des planètes mineures.
Cet article dresse la liste des planètes mineures (astéroïdes, centaures, objets transneptuniens et assimilés) non numérotées découvertes en juillet 2019 dans l'ordre de leur découverte.
Au 15 janvier 2025, 661 077 des 1 434 993 planètes mineures répertoriées par le Centre des planètes mineures ne sont pas encore numérotées, soit 46,07 %.

## Rappel concernant la désignation provisoire
La désignation provisoire indique l'ordre de découverte de ces objets. En effet, cette désignation est composée de l'année de découverte (par exemple 2019) suivie de la quinzaine (demi-mois) de découverte (p.e. A = 1-15 janvier) puis de l'ordre de découverte dans cette quinzaine. Cet ordre est indiqué par une lettre et éventuellement un chiffre comme suit : A pour la première découverte, B pour la deuxième, ..., Z pour la 25e (le I n'est pas utilisé pour éviter la confusion avec 1), A1 pour la 26e, B1 pour la 27e, etc. , Z1 pour la 50e, A2 pour la 51e, B2 pour la 52e, etc. L'ordre de la numérotation ne suit donc pas l'ordre alphanumérique. 2019 AA1 suit ainsi 2019 AZ et précède 2019 AB1.

## Liste

### Du1erau 15 juillet 2019
- 2019 NA
- 2019 NC
- 2019 NE
- 2019 NF
- 2019 NG
- 2019 NJ
- 2019 NM
- 2019 NN
- 2019 NO
- 2019 NP
- 2019 NQ
- 2019 NR
- 2019 NT
- 2019 NU
- 2019 NV
- 2019 NA1
- 2019 NB1
- 2019 ND1
- 2019 NE1
- 2019 NF1
- 2019 NG1
- 2019 NH1
- 2019 NJ1
- 2019 NK1
- 2019 NL1
- 2019 NM1
- 2019 NN1
- 2019 NO1
- 2019 NP1
- 2019 NT1
- 2019 NU1
- 2019 NV1
- 2019 NW1
- 2019 NX1
- 2019 NY1
- 2019 NZ1
- A/2019 N2
- 2019 NA2
- 2019 NB2
- 2019 NC2
- 2019 ND2
- 2019 NE2
- 2019 NF2
- 2019 NG2
- 2019 NH2
- 2019 NJ2
- 2019 NK2
- 2019 NL2
- 2019 NM2
- 2019 NN2
- 2019 NO2
- 2019 NP2
- 2019 NQ2
- 2019 NR2
- 2019 NU2
- 2019 NV2
- 2019 NW2
- 2019 NX2
- 2019 NY2
- 2019 NZ2
- 2019 NA3
- 2019 NB3
- 2019 NC3
- 2019 ND3
- 2019 NE3
- 2019 NF3
- 2019 NG3
- 2019 NN3
- 2019 NO3
- 2019 NP3
- 2019 NQ3
- 2019 NR3
- 2019 NW3
- 2019 NX3
- 2019 NY3
- 2019 NZ3
- 2019 NC4
- 2019 ND4
- 2019 NF4
- 2019 NJ4
- 2019 NL4
- 2019 NM4
- 2019 NN4
- 2019 NO4
- 2019 NP4
- 2019 NQ4
- 2019 NR4
- 2019 NS4
- 2019 NT4
- 2019 NU4
- 2019 NV4
- 2019 NW4
- 2019 NX4
- 2019 NY4
- 2019 NZ4
- 2019 NA5
- 2019 NB5
- 2019 NC5
- 2019 NE5
- 2019 NJ5
- 2019 NK5
- 2019 NL5
- 2019 NM5
- 2019 NN5
- 2019 NO5
- 2019 NP5
- 2019 NQ5
- 2019 NT5
- 2019 NW5
- 2019 NX5
- 2019 NY5
- 2019 NZ5
- 2019 NA6
- 2019 NB6
- 2019 ND6
- 2019 NE6
- 2019 NF6
- 2019 NG6
- 2019 NH6
- 2019 NJ6
- 2019 NK6
- 2019 NL6
- 2019 NM6
- 2019 NO6
- 2019 NP6
- 2019 NQ6
- 2019 NS6
- 2019 NT6
- 2019 NU6
- 2019 NV6
- 2019 NW6
- 2019 NX6
- 2019 NA7
- 2019 NB7
- 2019 NC7
- 2019 ND7
- 2019 NF7
- 2019 NG7
- 2019 NH7
- 2019 NJ7
- 2019 NK7
- 2019 NL7
- 2019 NN7
- 2019 NO7
- 2019 NT7
- 2019 NV7
- 2019 NW7
- 2019 NX7
- 2019 NA8
- 2019 NB8
- 2019 NC8
- 2019 ND8
- 2019 NF8
- 2019 NG8
- 2019 NJ8
- 2019 NL8
- 2019 NM8
- 2019 NP8
- 2019 NQ8
- 2019 NR8
- 2019 NS8
- 2019 NT8
- 2019 NU8
- 2019 NW8
- 2019 NZ8
- 2019 NA9
- 2019 NC9
- 2019 ND9
- 2019 NE9
- 2019 NF9
- 2019 NG9
- 2019 NJ9
- 2019 NL9
- 2019 NN9
- 2019 NO9
- 2019 NQ9
- 2019 NR9
- 2019 NU9
- 2019 NV9
- 2019 NW9
- 2019 NY9
- 2019 NZ9
- 2019 NA10
- 2019 NB10
- 2019 NE10
- 2019 NF10
- 2019 NG10
- 2019 NH10
- 2019 NJ10
- 2019 NK10
- 2019 NL10
- 2019 NM10
- 2019 NO10
- 2019 NP10
- 2019 NQ10
- 2019 NR10
- 2019 NS10
- 2019 NT10
- 2019 NU10
- 2019 NV10
- 2019 NW10
- 2019 NX10
- 2019 NY10
- 2019 NA11
- 2019 NB11
- 2019 NC11
- 2019 ND11
- 2019 NE11
- 2019 NG11
- 2019 NJ11
- 2019 NK11
- 2019 NL11
- 2019 NM11
- 2019 NO11
- 2019 NP11
- 2019 NR11
- 2019 NS11
- 2019 NT11
- 2019 NW11
- 2019 NY11
- 2019 NZ11
- 2019 NA12
- 2019 NB12
- 2019 ND12
- 2019 NG12
- 2019 NH12
- 2019 NK12
- 2019 NM12
- 2019 NO12
- 2019 NP12
- 2019 NQ12
- 2019 NR12
- 2019 NS12
- 2019 NT12
- 2019 NU12
- 2019 NW12
- 2019 NX12
- 2019 NY12
- 2019 NZ12
- 2019 NA13
- 2019 NC13
- 2019 ND13
- 2019 NE13
- 2019 NF13
- 2019 NG13
- 2019 NJ13
- 2019 NK13
- 2019 NL13
- 2019 NM13
- 2019 NN13
- 2019 NP13
- 2019 NQ13
- 2019 NS13
- 2019 NU13
- 2019 NV13
- 2019 NW13
- 2019 NY13
- 2019 NA14
- 2019 NB14
- 2019 NC14
- 2019 NE14
- 2019 NF14
- 2019 NH14
- 2019 NJ14
- 2019 NK14
- 2019 NL14
- 2019 NM14
- 2019 NN14
- 2019 NO14
- 2019 NP14
- 2019 NR14
- 2019 NU14
- 2019 NV14
- 2019 NX14
- 2019 NA15
- 2019 NB15
- 2019 NC15
- 2019 ND15
- 2019 NE15
- 2019 NF15
- 2019 NG15
- 2019 NJ15
- 2019 NK15
- 2019 NL15
- 2019 NM15
- 2019 NN15
- 2019 NO15
- 2019 NP15
- 2019 NQ15
- 2019 NR15
- 2019 NS15
- 2019 NT15
- 2019 NU15
- 2019 NV15
- 2019 NW15
- 2019 NY15
- 2019 NZ15
- 2019 NA16
- 2019 NC16
- 2019 ND16
- 2019 NE16
- 2019 NF16
- 2019 NG16
- 2019 NL16
- 2019 NM16
- 2019 NN16
- 2019 NO16
- 2019 NP16
- 2019 NQ16
- 2019 NR16
- 2019 NS16
- 2019 NU16
- 2019 NV16
- 2019 NW16
- 2019 NX16
- 2019 NY16
- 2019 NZ16
- 2019 NB17
- 2019 NC17
- 2019 ND17
- 2019 NE17
- 2019 NF17
- 2019 NJ17
- 2019 NK17
- 2019 NM17
- 2019 NN17
- 2019 NP17
- 2019 NQ17
- 2019 NR17
- 2019 NS17
- 2019 NT17
- 2019 NU17
- 2019 NV17
- 2019 NW17
- 2019 NX17
- 2019 NY17
- 2019 NZ17
- 2019 NA18
- 2019 NB18
- 2019 NC18
- 2019 ND18
- 2019 NF18
- 2019 NH18
- 2019 NJ18
- 2019 NK18
- 2019 NL18
- 2019 NM18
- 2019 NN18
- 2019 NP18
- 2019 NQ18
- 2019 NR18
- 2019 NS18
- 2019 NT18
- 2019 NU18
- 2019 NV18
- 2019 NW18
- 2019 NX18
- 2019 NY18
- 2019 NZ18
- 2019 NB19
- 2019 NE19
- 2019 NF19
- 2019 NG19
- 2019 NH19
- 2019 NK19
- 2019 NL19
- 2019 NM19
- 2019 NO19
- 2019 NP19
- 2019 NQ19
- 2019 NS19
- 2019 NT19
- 2019 NU19
- 2019 NV19
- 2019 NW19
- 2019 NY19
- 2019 NZ19
- 2019 NC20
- 2019 NE20
- 2019 NF20
- 2019 NG20
- 2019 NH20
- 2019 NK20
- 2019 NL20
- 2019 NN20
- 2019 NO20
- 2019 NP20
- 2019 NQ20
- 2019 NR20
- 2019 NS20
- 2019 NT20
- 2019 NU20
- 2019 NV20
- 2019 NW20
- 2019 NY20
- 2019 NZ20
- 2019 NA21
- 2019 NB21
- 2019 ND21
- 2019 NE21
- 2019 NF21
- 2019 NG21
- 2019 NH21
- 2019 NJ21
- 2019 NK21
- 2019 NL21
- 2019 NM21
- 2019 NN21
- 2019 NO21
- 2019 NQ21
- 2019 NR21
- 2019 NS21
- 2019 NT21
- 2019 NX21
- 2019 NY21
- 2019 NA22
- 2019 NC22
- 2019 ND22
- 2019 NE22
- 2019 NF22
- 2019 NG22
- 2019 NH22
- 2019 NJ22
- 2019 NL22
- 2019 NO22
- 2019 NP22
- 2019 NQ22
- 2019 NR22
- 2019 NT22
- 2019 NU22
- 2019 NV22
- 2019 NX22
- 2019 NY22
- 2019 NZ22
- 2019 NB23
- 2019 NC23
- 2019 ND23
- 2019 NE23
- 2019 NF23
- 2019 NG23
- 2019 NH23
- 2019 NK23
- 2019 NL23
- 2019 NM23
- 2019 NN23
- 2019 NO23
- 2019 NP23
- 2019 NQ23
- 2019 NR23
- 2019 NS23
- 2019 NU23
- 2019 NV23
- 2019 NW23
- 2019 NX23
- 2019 NY23
- 2019 NZ23
- 2019 NA24
- 2019 NB24
- 2019 NE24
- 2019 NF24
- 2019 NG24
- 2019 NH24
- 2019 NJ24
- 2019 NL24
- 2019 NM24
- 2019 NN24
- 2019 NO24
- 2019 NP24
- 2019 NR24
- 2019 NS24
- 2019 NT24
- 2019 NU24
- 2019 NV24
- 2019 NY24
- 2019 NZ24
- 2019 NA25
- 2019 NB25
- 2019 NC25
- 2019 ND25
- 2019 NE25
- 2019 NF25
- 2019 NG25
- 2019 NH25
- 2019 NK25
- 2019 NL25
- 2019 NM25
- 2019 NN25
- 2019 NO25
- 2019 NQ25
- 2019 NR25
- 2019 NS25
- 2019 NT25
- 2019 NW25
- 2019 NX25
- 2019 NZ25
- 2019 NA26
- 2019 NB26
- 2019 NC26
- 2019 ND26
- 2019 NE26
- 2019 NF26
- 2019 NG26
- 2019 NH26
- 2019 NJ26
- 2019 NL26
- 2019 NM26
- 2019 NN26
- 2019 NP26
- 2019 NS26
- 2019 NT26
- 2019 NW26
- 2019 NX26
- 2019 NY26
- 2019 NZ26
- 2019 NA27
- 2019 NB27
- 2019 NC27
- 2019 ND27
- 2019 NF27
- 2019 NH27
- 2019 NK27
- 2019 NL27
- 2019 NM27
- 2019 NO27
- 2019 NP27
- 2019 NR27
- 2019 NS27
- 2019 NT27
- 2019 NU27
- 2019 NV27
- 2019 NW27
- 2019 NZ27
- 2019 NA28
- 2019 NC28
- 2019 NE28
- 2019 NG28
- 2019 NH28
- 2019 NJ28
- 2019 NK28
- 2019 NL28
- 2019 NM28
- 2019 NN28
- 2019 NO28
- 2019 NP28
- 2019 NQ28
- 2019 NR28
- 2019 NT28
- 2019 NU28
- 2019 NV28
- 2019 NX28
- 2019 NY28
- 2019 NZ28
- 2019 NA29
- 2019 NC29
- 2019 ND29
- 2019 NE29
- 2019 NF29
- 2019 NG29
- 2019 NH29
- 2019 NJ29
- 2019 NK29
- 2019 NL29
- 2019 NM29
- 2019 NN29
- 2019 NO29
- 2019 NP29
- 2019 NQ29
- 2019 NT29
- 2019 NU29
- 2019 NV29
- 2019 NW29
- 2019 NX29
- 2019 NY29
- 2019 NZ29
- 2019 NA30
- 2019 NB30
- 2019 NC30
- 2019 NE30
- 2019 NF30
- 2019 NG30
- 2019 NH30
- 2019 NL30
- 2019 NM30
- 2019 NN30
- 2019 NO30
- 2019 NP30
- 2019 NQ30
- 2019 NR30
- 2019 NS30
- 2019 NT30
- 2019 NU30
- 2019 NV30
- 2019 NW30
- 2019 NX30
- 2019 NY30
- 2019 NA31
- 2019 NC31
- 2019 ND31
- 2019 NE31
- 2019 NG31
- 2019 NH31
- 2019 NJ31
- 2019 NL31
- 2019 NM31
- 2019 NN31
- 2019 NO31
- 2019 NP31
- 2019 NQ31
- 2019 NR31
- 2019 NS31
- 2019 NT31
- 2019 NU31
- 2019 NV31
- 2019 NW31
- 2019 NX31
- 2019 NY31
- 2019 NZ31
- 2019 NA32
- 2019 NB32
- 2019 NC32
- 2019 ND32
- 2019 NE32
- 2019 NF32
- 2019 NG32
- 2019 NH32
- 2019 NJ32
- 2019 NK32
- 2019 NL32
- 2019 NM32
- 2019 NN32
- 2019 NO32
- 2019 NP32
- 2019 NQ32
- 2019 NR32
- 2019 NS32
- 2019 NT32
- 2019 NU32
- 2019 NV32
- 2019 NW32
- 2019 NY32
- 2019 NZ32
- 2019 NA33
- 2019 NC33
- 2019 ND33
- 2019 NE33
- 2019 NF33
- 2019 NG33
- 2019 NH33
- 2019 NJ33
- 2019 NK33
- 2019 NL33
- 2019 NM33
- 2019 NN33
- 2019 NO33
- 2019 NP33
- 2019 NQ33
- 2019 NR33
- 2019 NS33
- 2019 NT33
- 2019 NU33
- 2019 NV33
- 2019 NW33
- 2019 NY33
- 2019 NZ33
- 2019 NB34
- 2019 NC34
- 2019 ND34
- 2019 NE34
- 2019 NF34
- 2019 NG34
- 2019 NH34
- 2019 NJ34
- 2019 NK34
- 2019 NM34
- 2019 NO34
- 2019 NQ34
- 2019 NR34
- 2019 NS34
- 2019 NT34
- 2019 NU34
- 2019 NV34
- 2019 NY34
- 2019 NZ34
- 2019 NA35
- 2019 NB35
- 2019 ND35
- 2019 NE35
- 2019 NF35
- 2019 NG35
- 2019 NH35
- 2019 NJ35
- 2019 NK35
- 2019 NM35
- 2019 NN35
- 2019 NO35
- 2019 NQ35
- 2019 NS35
- 2019 NT35
- 2019 NU35
- 2019 NV35
- 2019 NW35
- 2019 NX35
- 2019 NY35
- 2019 NZ35
- 2019 NA36
- 2019 NB36
- 2019 NC36
- 2019 ND36
- 2019 NE36
- 2019 NF36
- 2019 NG36
- 2019 NH36
- 2019 NJ36
- 2019 NK36
- 2019 NL36
- 2019 NN36
- 2019 NP36
- 2019 NR36
- 2019 NW36
- 2019 NA37
- 2019 NL37
- 2019 NM37
- 2019 NO37
- 2019 NP37
- 2019 NT37
- 2019 NV37
- 2019 NX37
- 2019 NY37
- 2019 NZ37
- 2019 ND38
- 2019 NO38
- 2019 NS38
- 2019 NT38
- 2019 NW38
- 2019 NX38
- 2019 NC39
- 2019 NE39
- 2019 NF39
- 2019 NG39
- 2019 NH39
- 2019 NJ39
- 2019 NK39
- 2019 NL39
- 2019 NM39
- 2019 NO39
- 2019 NP39
- 2019 NQ39
- 2019 NR39
- 2019 NS39
- 2019 NV39
- 2019 NW39
- 2019 NX39
- 2019 NY39
- 2019 NZ39
- 2019 NB40
- 2019 NC40
- 2019 ND40
- 2019 NF40
- 2019 NH40
- 2019 NJ40
- 2019 NK40
- 2019 NL40
- 2019 NM40
- 2019 NN40
- 2019 NO40
- 2019 NP40
- 2019 NQ40
- 2019 NR40
- 2019 NS40
- 2019 NT40
- 2019 NU40
- 2019 NV40
- 2019 NW40
- 2019 NX40
- 2019 NY40
- 2019 NA41
- 2019 NB41
- 2019 NC41
- 2019 ND41
- 2019 NF41
- 2019 NG41
- 2019 NJ41
- 2019 NK41
- 2019 NL41
- 2019 NM41
- 2019 NN41
- 2019 NO41
- 2019 NP41
- 2019 NS41
- 2019 NT41
- 2019 NU41
- 2019 NW41
- 2019 NX41
- 2019 NY41
- 2019 NZ41
- 2019 NA42
- 2019 NB42
- 2019 NE42
- 2019 NF42
- 2019 NG42
- 2019 NH42
- 2019 NJ42
- 2019 NK42
- 2019 NM42
- 2019 NN42
- 2019 NO42
- 2019 NP42
- 2019 NQ42
- 2019 NR42
- 2019 NT42
- 2019 NU42
- 2019 NV42
- 2019 NW42
- 2019 NX42
- 2019 NY42
- 2019 NZ42
- 2019 NA43
- 2019 NB43
- 2019 NC43
- 2019 ND43
- 2019 NE43
- 2019 NF43
- 2019 NG43
- 2019 NH43
- 2019 NJ43
- 2019 NK43
- 2019 NL43
- 2019 NM43
- 2019 NN43
- 2019 NO43
- 2019 NP43
- 2019 NQ43
- 2019 NR43
- 2019 NS43
- 2019 NT43
- 2019 NU43
- 2019 NV43
- 2019 NW43
- 2019 NX43
- 2019 NY43
- 2019 NZ43
- 2019 NB44
- 2019 NC44
- 2019 ND44
- 2019 NE44
- 2019 NF44
- 2019 NG44
- 2019 NH44
- 2019 NJ44
- 2019 NK44
- 2019 NL44
- 2019 NM44
- 2019 NN44
- 2019 NO44
- 2019 NP44
- 2019 NQ44
- 2019 NR44
- 2019 NS44
- 2019 NT44
- 2019 NU44
- 2019 NV44
- 2019 NW44
- 2019 NX44
- 2019 NY44
- 2019 NZ44
- 2019 NA45
- 2019 NB45
- 2019 NC45
- 2019 ND45
- 2019 NE45
- 2019 NF45
- 2019 NG45
- 2019 NH45
- 2019 NJ45
- 2019 NK45
- 2019 NL45
- 2019 NM45
- 2019 NN45
- 2019 NO45
- 2019 NP45
- 2019 NQ45
- 2019 NR45
- 2019 NS45
- 2019 NT45
- 2019 NU45
- 2019 NV45
- 2019 NW45
- 2019 NX45
- 2019 NY45
- 2019 NZ45
- 2019 NA46
- 2019 NB46
- 2019 NC46
- 2019 ND46
- 2019 NE46
- 2019 NF46
- 2019 NG46
- 2019 NH46
- 2019 NK46
- 2019 NL46
- 2019 NM46
- 2019 NN46
- 2019 NO46
- 2019 NP46
- 2019 NQ46
- 2019 NR46
- 2019 NS46
- 2019 NT46
- 2019 NU46
- 2019 NV46
- 2019 NW46
- 2019 NX46
- 2019 NY46
- 2019 NZ46
- 2019 NA47
- 2019 NB47
- 2019 NC47
- 2019 ND47
- 2019 NE47
- 2019 NF47
- 2019 NG47
- 2019 NH47
- 2019 NJ47
- 2019 NK47
- 2019 NL47
- 2019 NM47
- 2019 NN47
- 2019 NR47
- 2019 NS47
- 2019 NT47
- 2019 NU47
- 2019 NW47
- 2019 NC48
- 2019 ND48
- 2019 NE48
- 2019 NM48
- 2019 NN48
- 2019 NO48
- 2019 NP48
- 2019 NQ48
- 2019 NR48
- 2019 NS48
- 2019 NT48
- 2019 NU48
- 2019 NV48
- 2019 NW48
- 2019 NY48
- 2019 NZ48
- 2019 NA49
- 2019 NB49
- 2019 NC49
- 2019 ND49
- 2019 NE49
- 2019 NF49
- 2019 NG49
- 2019 NH49
- 2019 NJ49
- 2019 NK49
- 2019 NL49
- 2019 NM49
- 2019 NN49
- 2019 NO49
- 2019 NP49
- 2019 NQ49
- 2019 NR49
- 2019 NS49
- 2019 NT49
- 2019 NU49
- 2019 NV49
- 2019 NW49
- 2019 NX49
- 2019 NY49
- 2019 NZ49
- 2019 NA50
- 2019 NB50
- 2019 NC50
- 2019 ND50
- 2019 NE50
- 2019 NF50
- 2019 NG50
- 2019 NH50
- 2019 NJ50
- 2019 NK50
- 2019 NL50
- 2019 NM50
- 2019 NN50
- 2019 NO50
- 2019 NP50
- 2019 NQ50
- 2019 NR50
- 2019 NS50
- 2019 NT50
- 2019 NU50
- 2019 NV50
- 2019 NW50
- 2019 NX50
- 2019 NY50
- 2019 NZ50
- 2019 NA51
- 2019 NB51
- 2019 NC51
- 2019 ND51
- 2019 NE51
- 2019 NF51
- 2019 NJ51
- 2019 NK51
- 2019 NO51
- 2019 NP51
- 2019 NQ51
- 2019 NR51
- 2019 NT51
- 2019 NZ51
- 2019 NA52
- 2019 NB52
- 2019 NC52
- 2019 ND52
- 2019 NE52
- 2019 NG52
- 2019 NH52
- 2019 NJ52
- 2019 NK52
- 2019 NL52
- 2019 NN52
- 2019 NO52
- 2019 NP52
- 2019 NQ52
- 2019 NR52
- 2019 NS52
- 2019 NT52
- 2019 NU52
- 2019 NV52
- 2019 NW52
- 2019 NX52
- 2019 NY52
- 2019 NZ52
- 2019 NA53
- 2019 NB53
- 2019 NE53
- 2019 NF53
- 2019 NH53
- 2019 NJ53
- 2019 NK53
- 2019 NM53
- 2019 NN53
- 2019 NO53
- 2019 NP53
- 2019 NQ53
- 2019 NU53
- 2019 NV53
- 2019 NW53
- 2019 NX53
- 2019 NZ53
- 2019 NC54
- 2019 NG54
- 2019 NH54
- 2019 NJ54
- 2019 NK54
- 2019 NL54
- 2019 NM54
- 2019 NN54
- 2019 NO54
- 2019 NP54
- 2019 NQ54
- 2019 NR54
- 2019 NS54
- 2019 NT54
- 2019 NU54
- 2019 NV54
- 2019 NW54
- 2019 NX54
- 2019 NY54
- 2019 NZ54
- 2019 NA55
- 2019 NB55
- 2019 NC55
- 2019 ND55
- 2019 NE55
- 2019 NF55
- 2019 NG55
- 2019 NJ55
- 2019 NK55
- 2019 NL55
- 2019 NM55
- 2019 NN55
- 2019 NO55
- 2019 NP55
- 2019 NQ55
- 2019 NR55
- 2019 NS55
- 2019 NT55
- 2019 NU55
- 2019 NV55
- 2019 NW55
- 2019 NX55
- 2019 NY55
- 2019 NZ55
- 2019 NA56
- 2019 NB56
- 2019 NC56
- 2019 ND56
- 2019 NE56
- 2019 NF56
- 2019 NG56
- 2019 NH56
- 2019 NJ56
- 2019 NK56
- 2019 NL56
- 2019 NM56
- 2019 NN56
- 2019 NO56
- 2019 NP56
- 2019 NQ56
- 2019 NR56
- 2019 NS56
- 2019 NT56
- 2019 NV56
- 2019 NW56
- 2019 NX56
- 2019 NY56
- 2019 NZ56
- 2019 NA57
- 2019 NB57
- 2019 NC57
- 2019 ND57
- 2019 NE57
- 2019 NF57
- 2019 NG57
- 2019 NH57
- 2019 NJ57
- 2019 NK57
- 2019 NL57
- 2019 NM57
- 2019 NN57
- 2019 NO57
- 2019 NP57
- 2019 NQ57
- 2019 NR57
- 2019 NS57
- 2019 NU57
- 2019 NV57
- 2019 NW57
- 2019 NX57
- 2019 NY57
- 2019 NZ57
- 2019 NA58
- 2019 NB58
- 2019 ND58
- 2019 NE58
- 2019 NF58
- 2019 NG58
- 2019 NH58
- 2019 NK58
- 2019 NL58
- 2019 NN58
- 2019 NO58
- 2019 NP58
- 2019 NQ58
- 2019 NW58
- 2019 NY58
- 2019 NC59
- 2019 ND59
- 2019 NE59
- 2019 NF59
- 2019 NG59
- 2019 NH59
- 2019 NJ59
- 2019 NK59
- 2019 NL59
- 2019 NM59
- 2019 NN59
- 2019 NO59
- 2019 NP59
- 2019 NQ59
- 2019 NR59
- 2019 NS59
- 2019 NT59
- 2019 NU59
- 2019 NV59
- 2019 NW59
- 2019 NX59
- 2019 NY59
- 2019 NA60
- 2019 NC60
- 2019 ND60
- 2019 NE60
- 2019 NF60
- 2019 NG60
- 2019 NH60
- 2019 NJ60
- 2019 NK60
- 2019 NL60
- 2019 NN60
- 2019 NO60
- 2019 NQ60
- 2019 NR60
- 2019 NS60
- 2019 NT60
- 2019 NU60
- 2019 NV60
- 2019 NW60
- 2019 NX60
- 2019 NY60
- 2019 NZ60
- 2019 NA61
- 2019 NB61
- 2019 NC61
- 2019 ND61
- 2019 NE61
- 2019 NF61
- 2019 NH61
- 2019 NJ61
- 2019 NK61
- 2019 NL61
- 2019 NM61
- 2019 NN61
- 2019 NO61
- 2019 NQ61
- 2019 NR61
- 2019 NS61
- 2019 NT61
- 2019 NU61
- 2019 NV61
- 2019 NW61
- 2019 NX61
- 2019 NY61
- 2019 NZ61
- 2019 NA62
- 2019 NB62
- 2019 NC62
- 2019 ND62
- 2019 NE62
- 2019 NF62
- 2019 NG62
- 2019 NH62
- 2019 NK62
- 2019 NL62
- 2019 NM62
- 2019 NN62
- 2019 NO62
- 2019 NP62
- 2019 NQ62
- 2019 NR62
- 2019 NS62
- 2019 NT62
- 2019 NU62
- 2019 NV62
- 2019 NW62
- 2019 NX62
- 2019 NY62
- 2019 NZ62
- 2019 NA63
- 2019 NB63
- 2019 NC63
- 2019 ND63
- 2019 NE63
- 2019 NF63
- 2019 NG63
- 2019 NH63
- 2019 NJ63
- 2019 NK63
- 2019 NL63
- 2019 NM63
- 2019 NN63
- 2019 NO63
- 2019 NP63
- 2019 NQ63
- 2019 NR63
- 2019 NS63
- 2019 NT63
- 2019 NU63
- 2019 NV63
- 2019 NW63
- 2019 NX63
- 2019 NY63
- 2019 NZ63
- 2019 NA64
- 2019 NB64
- 2019 NC64
- 2019 ND64
- 2019 NE64
- 2019 NL64
- 2019 NM64
- 2019 NN64
- 2019 NR64
- 2019 NS64
- 2019 NT64
- 2019 NU64
- 2019 NW64
- 2019 NX64
- 2019 NY64
- 2019 NA65
- 2019 NB65
- 2019 NC65
- 2019 ND65
- 2019 NE65
- 2019 NF65
- 2019 NG65
- 2019 NH65
- 2019 NJ65
- 2019 NK65
- 2019 NL65
- 2019 NM65
- 2019 NN65
- 2019 NO65
- 2019 NP65
- 2019 NQ65
- 2019 NR65
- 2019 NT65
- 2019 NU65
- 2019 NV65
- 2019 NW65
- 2019 NY65
- 2019 NZ65
- 2019 NA66
- 2019 NB66
- 2019 NC66
- 2019 ND66
- 2019 NE66
- 2019 NF66
- 2019 NG66
- 2019 NH66
- 2019 NJ66
- 2019 NK66
- 2019 NL66
- 2019 NM66
- 2019 NN66
- 2019 NO66
- 2019 NP66
- 2019 NQ66
- 2019 NR66
- 2019 NS66
- 2019 NT66
- 2019 NU66
- 2019 NV66
- 2019 NW66
- 2019 NX66
- 2019 NY66
- 2019 NA67
- 2019 NB67
- 2019 NC67
- 2019 ND67
- 2019 NE67
- 2019 NF67
- 2019 NG67
- 2019 NH67
- 2019 NJ67
- 2019 NK67
- 2019 NL67
- 2019 NM67
- 2019 NN67
- 2019 NO67
- 2019 NP67
- 2019 NQ67
- 2019 NR67
- 2019 NS67
- 2019 NT67
- 2019 NU67
- 2019 NV67
- 2019 NW67
- 2019 NX67
- 2019 NY67
- 2019 NZ67
- 2019 NA68
- 2019 NB68
- 2019 NC68
- 2019 ND68
- 2019 NE68
- 2019 NF68
- 2019 NG68
- 2019 NH68
- 2019 NJ68
- 2019 NK68
- 2019 NL68
- 2019 NM68
- 2019 NN68
- 2019 NO68
- 2019 NP68
- 2019 NQ68
- 2019 NR68
- 2019 NS68
- 2019 NT68
- 2019 NU68
- 2019 NV68
- 2019 NW68
- 2019 NX68
- 2019 NY68
- 2019 NZ68
- 2019 NA69
- 2019 NB69
- 2019 NC69
- 2019 ND69
- 2019 NE69
- 2019 NF69
- 2019 NG69
- 2019 NH69
- 2019 NJ69
- 2019 NK69
- 2019 NL69
- 2019 NM69
- 2019 NN69
- 2019 NO69
- 2019 NP69
- 2019 NQ69
- 2019 NR69
- 2019 NS69
- 2019 NT69
- 2019 NU69
- 2019 NV69
- 2019 NW69
- 2019 NX69
- 2019 NY69
- 2019 NZ69
- 2019 NA70
- 2019 NB70
- 2019 NC70
- 2019 ND70
- 2019 NE70
- 2019 NF70
- 2019 NG70
- 2019 NH70
- 2019 NJ70
- 2019 NK70
- 2019 NL70
- 2019 NM70
- 2019 NN70
- 2019 NO70
- 2019 NP70
- 2019 NQ70
- 2019 NR70
- 2019 NS70
- 2019 NT70
- 2019 NU70
- 2019 NV70
- 2019 NW70
- 2019 NX70
- 2019 NY70
- 2019 NZ70
- 2019 NA71
- 2019 NB71
- 2019 NC71
- 2019 ND71
- 2019 NE71
- 2019 NF71
- 2019 NG71
- 2019 NH71
- 2019 NJ71
- 2019 NK71
- 2019 NL71
- 2019 NM71
- 2019 NN71
- 2019 NO71
- 2019 NQ71
- 2019 NS71
- 2019 NU71
- 2019 NV71
- 2019 NW71
- 2019 NY71
- 2019 NZ71
- 2019 NA72
- 2019 NB72
- 2019 ND72
- 2019 NE72
- 2019 NF72
- 2019 NH72
- 2019 NJ72
- 2019 NL72
- 2019 NM72
- 2019 NN72
- 2019 NO72
- 2019 NP72
- 2019 NQ72
- 2019 NR72
- 2019 NS72
- 2019 NT72
- 2019 NU72
- 2019 NV72
- 2019 NX72
- 2019 NY72
- 2019 NZ72
- 2019 NA73
- 2019 NB73
- 2019 NC73
- 2019 NE73
- 2019 NF73
- 2019 NG73
- 2019 NH73
- 2019 NJ73
- 2019 NK73
- 2019 NL73
- 2019 NM73
- 2019 NN73
- 2019 NO73
- 2019 NP73
- 2019 NQ73
- 2019 NR73
- 2019 NS73
- 2019 NT73
- 2019 NV73
- 2019 NW73
- 2019 NX73
- 2019 NY73
- 2019 NZ73
- 2019 NA74
- 2019 NB74
- 2019 NE74
- 2019 NF74
- 2019 NG74
- 2019 NH74
- 2019 NJ74
- 2019 NL74
- 2019 NN74
- 2019 NO74
- 2019 NP74
- 2019 NQ74
- 2019 NS74
- 2019 NU74
- 2019 NV74
- 2019 NW74
- 2019 NX74
- 2019 NY74
- 2019 NZ74
- 2019 NA75
- 2019 NB75
- 2019 NC75
- 2019 ND75
- 2019 NE75
- 2019 NF75
- 2019 NG75
- 2019 NH75
- 2019 NJ75
- 2019 NK75
- 2019 NL75
- 2019 NM75
- 2019 NN75
- 2019 NO75
- 2019 NP75
- 2019 NQ75
- 2019 NR75
- 2019 NS75
- 2019 NT75
- 2019 NU75
- 2019 NV75
- 2019 NW75
- 2019 NX75
- 2019 NY75
- 2019 NZ75
- 2019 NA76
- 2019 NB76
- 2019 NC76
- 2019 ND76
- 2019 NE76
- 2019 NF76
- 2019 NG76
- 2019 NH76
- 2019 NJ76
- 2019 NK76
- 2019 NL76
- 2019 NM76
- 2019 NN76
- 2019 NO76
- 2019 NP76
- 2019 NQ76
- 2019 NR76
- 2019 NS76
- 2019 NT76
- 2019 NU76
- 2019 NV76
- 2019 NW76
- 2019 NY76
- 2019 NZ76
- 2019 NA77
- 2019 NB77
- 2019 NC77
- 2019 ND77
- 2019 NE77
- 2019 NF77
- 2019 NG77
- 2019 NH77
- 2019 NJ77
- 2019 NK77
- 2019 NL77
- 2019 NM77
- 2019 NN77
- 2019 NO77
- 2019 NP77
- 2019 NQ77
- 2019 NR77
- 2019 NS77
- 2019 NT77
- 2019 NU77
- 2019 NV77
- 2019 NX77
- 2019 NY77
- 2019 NZ77
- 2019 NB78
- 2019 NC78
- 2019 ND78
- 2019 NF78
- 2019 NG78
- 2019 NH78
- 2019 NL78
- 2019 NN78
- 2019 NP78
- 2019 NR78
- 2019 NS78
- 2019 NT78
- 2019 NU78
- 2019 NW78
- 2019 NX78
- 2019 NY78
- 2019 NC79
- 2019 ND79
- 2019 NE79
- 2019 NF79
- 2019 NG79
- 2019 NH79
- 2019 NL79
- 2019 NO79
- 2019 NP79
- 2019 NQ79
- 2019 NS79
- 2019 NT79
- 2019 NV79
- 2019 NW79
- 2019 NY79
- 2019 NZ79
- 2019 NA80
- 2019 NB80
- 2019 NC80
- 2019 ND80
- 2019 NE80
- 2019 NF80
- 2019 NG80
- 2019 NH80
- 2019 NJ80
- 2019 NM80
- 2019 NN80
- 2019 NO80
- 2019 NP80
- 2019 NQ80
- 2019 NR80
- 2019 NS80
- 2019 NU80
- 2019 NV80
- 2019 NW80
- 2019 NX80
- 2019 NY80
- 2019 NZ80
- 2019 NA81
- 2019 NB81
- 2019 NC81
- 2019 ND81
- 2019 NE81
- 2019 NF81
- 2019 NG81
- 2019 NJ81
- 2019 NK81
- 2019 NL81
- 2019 NM81
- 2019 NN81
- 2019 NO81
- 2019 NP81
- 2019 NQ81
- 2019 NR81
- 2019 NT81
- 2019 NW81
- 2019 NX81
- 2019 NY81
- 2019 NZ81
- 2019 NC82
- 2019 ND82
- 2019 NG82
- 2019 NJ82
- 2019 NL82
- 2019 NN82
- 2019 NO82
- 2019 NQ82
- 2019 NR82
- 2019 NT82
- 2019 NU82
- 2019 NV82
- 2019 NW82
- 2019 NY82
- 2019 NA83
- 2019 NB83
- 2019 NC83
- 2019 ND83
- 2019 NF83
- 2019 NG83
- 2019 NH83
- 2019 NJ83
- 2019 NK83
- 2019 NL83
- 2019 NM83
- 2019 NN83
- 2019 NQ83
- 2019 NR83
- 2019 NS83
- 2019 NT83
- 2019 NV83
- 2019 NW83
- 2019 NX83
- 2019 NY83
- 2019 NZ83
- 2019 NA84
- 2019 NB84
- 2019 NC84
- 2019 ND84
- 2019 NE84
- 2019 NF84
- 2019 NG84
- 2019 NH84
- 2019 NJ84
- 2019 NK84
- 2019 NL84
- 2019 NM84
- 2019 NN84
- 2019 NO84
- 2019 NP84
- 2019 NQ84
- 2019 NR84
- 2019 NS84
- 2019 NT84
- 2019 NU84
- 2019 NV84
- 2019 NX84
- 2019 NY84
- 2019 NZ84
- 2019 NA85
- 2019 NC85
- 2019 ND85
- 2019 NE85
- 2019 NF85
- 2019 NG85
- 2019 NH85
- 2019 NJ85
- 2019 NK85
- 2019 NL85
- 2019 NM85
- 2019 NN85
- 2019 NO85
- 2019 NP85
- 2019 NR85
- 2019 NS85
- 2019 NU85
- 2019 NV85
- 2019 NW85
- 2019 NX85
- 2019 NY85
- 2019 NA86
- 2019 NB86
- 2019 NC86
- 2019 ND86
- 2019 NE86
- 2019 NF86
- 2019 NG86
- 2019 NH86
- 2019 NJ86
- 2019 NK86
- 2019 NL86
- 2019 NM86
- 2019 NN86
- 2019 NO86
- 2019 NP86
- 2019 NR86
- 2019 NS86
- 2019 NT86
- 2019 NU86
- 2019 NV86
- 2019 NW86
- 2019 NX86
- 2019 NY86
- 2019 NA87
- 2019 NB87
- 2019 NC87
- 2019 ND87
- 2019 NE87
- 2019 NG87
- 2019 NH87
- 2019 NJ87
- 2019 NK87
- 2019 NL87
- 2019 NM87
- 2019 NN87
- 2019 NO87
- 2019 NP87
- 2019 NQ87
- 2019 NR87
- 2019 NS87
- 2019 NT87
- 2019 NU87
- 2019 NV87
- 2019 NW87
- 2019 NX87
- 2019 NY87
- 2019 NZ87
- 2019 NA88
- 2019 NB88
- 2019 NC88
- 2019 ND88
- 2019 NE88
- 2019 NF88
- 2019 NG88
- 2019 NH88
- 2019 NJ88
- 2019 NK88
- 2019 NL88
- 2019 NM88
- 2019 NN88
- 2019 NO88
- 2019 NP88
- 2019 NQ88
- 2019 NR88
- 2019 NS88
- 2019 NT88
- 2019 NU88
- 2019 NV88
- 2019 NW88
- 2019 NX88
- 2019 NY88
- 2019 NZ88
- 2019 NA89
- 2019 NB89
- 2019 NC89
- 2019 ND89
- 2019 NE89
- 2019 NF89
- 2019 NG89
- 2019 NH89
- 2019 NJ89
- 2019 NK89
- 2019 NL89
- 2019 NM89
- 2019 NN89
- 2019 NO89
- 2019 NP89
- 2019 NQ89
- 2019 NR89
- 2019 NS89
- 2019 NT89
- 2019 NU89
- 2019 NV89
- 2019 NW89
- 2019 NX89
- 2019 NY89
- 2019 NA90
- 2019 NB90
- 2019 NC90
- 2019 ND90
- 2019 NE90
- 2019 NJ90
- 2019 NK90
- 2019 NL90
- 2019 NM90
- 2019 NO90
- 2019 NP90
- 2019 NQ90
- 2019 NR90
- 2019 NS90
- 2019 NT90
- 2019 NU90
- 2019 NV90
- 2019 NW90
- 2019 NX90
- 2019 NY90
- 2019 NZ90
- 2019 NA91
- 2019 NB91
- 2019 NC91
- 2019 ND91
- 2019 NE91
- 2019 NF91
- 2019 NG91
- 2019 NH91
- 2019 NJ91
- 2019 NK91
- 2019 NL91
- 2019 NM91
- 2019 NN91
- 2019 NO91
- 2019 NP91
- 2019 NQ91
- 2019 NR91
- 2019 NS91
- 2019 NT91
- 2019 NU91
- 2019 NV91
- 2019 NW91
- 2019 NY91
- 2019 NZ91
- 2019 NA92
- 2019 NB92
- 2019 NC92
- 2019 ND92
- 2019 NE92
- 2019 NF92
- 2019 NG92
- 2019 NH92
- 2019 NJ92
- 2019 NK92
- 2019 NL92
- 2019 NM92
- 2019 NN92
- 2019 NO92
- 2019 NP92
- 2019 NQ92
- 2019 NR92
- 2019 NS92
- 2019 NT92
- 2019 NU92
- 2019 NV92
- 2019 NW92
- 2019 NX92
- 2019 NY92
- 2019 NZ92
- 2019 NA93
- 2019 NB93
- 2019 NC93
- 2019 ND93
- 2019 NE93
- 2019 NF93
- 2019 NG93
- 2019 NH93
- 2019 NJ93
- 2019 NK93
- 2019 NL93
- 2019 NM93
- 2019 NN93
- 2019 NO93
- 2019 NP93
- 2019 NQ93
- 2019 NR93
- 2019 NS93
- 2019 NT93
- 2019 NU93
- 2019 NV93
- 2019 NW93
- 2019 NX93
- 2019 NY93
- 2019 NZ93
- 2019 NA94
- 2019 NB94
- 2019 NC94
- 2019 ND94
- 2019 NE94
- 2019 NF94
- 2019 NG94
- 2019 NH94
- 2019 NJ94
- 2019 NK94
- 2019 NL94
- 2019 NM94
- 2019 NN94
- 2019 NO94
- 2019 NP94
- 2019 NQ94
- 2019 NR94
- 2019 NS94
- 2019 NT94
- 2019 NU94
- 2019 NV94
- 2019 NW94
- 2019 NX94
- 2019 NY94
- 2019 NZ94
- 2019 NA95
- 2019 NB95
- 2019 NC95
- 2019 ND95
- 2019 NE95
- 2019 NF95
- 2019 NG95
- 2019 NH95
- 2019 NJ95
- 2019 NK95
- 2019 NL95
- 2019 NM95
- 2019 NN95
- 2019 NO95
- 2019 NQ95
- 2019 NR95
- 2019 NS95
- 2019 NT95
- 2019 NU95
- 2019 NV95
- 2019 NW95
- 2019 NX95
- 2019 NY95
- 2019 NZ95
- 2019 NA96
- 2019 NB96
- 2019 NC96
- 2019 ND96
- 2019 NE96
- 2019 NF96
- 2019 NG96
- 2019 NH96
- 2019 NJ96
- 2019 NK96
- 2019 NL96
- 2019 NM96
- 2019 NN96
- 2019 NP96
- 2019 NQ96
- 2019 NR96
- 2019 NS96
- 2019 NT96
- 2019 NU96
- 2019 NV96
- 2019 NX96
- 2019 NY96
- 2019 NZ96
- 2019 NA97
- 2019 NB97
- 2019 NC97
- 2019 ND97
- 2019 NE97
- 2019 NF97
- 2019 NG97
- 2019 NH97
- 2019 NJ97
- 2019 NK97
- 2019 NL97
- 2019 NM97
- 2019 NN97
- 2019 NO97
- 2019 NP97
- 2019 NQ97
- 2019 NR97
- 2019 NS97
- 2019 NT97
- 2019 NU97
- 2019 NV97
- 2019 NW97
- 2019 NX97
- 2019 NY97
- 2019 NZ97
- 2019 NA98
- 2019 NB98
- 2019 NC98
- 2019 ND98
- 2019 NE98
- 2019 NF98
- 2019 NG98
- 2019 NH98
- 2019 NJ98
- 2019 NK98
- 2019 NL98
- 2019 NM98
- 2019 NN98
- 2019 NO98
- 2019 NP98
- 2019 NQ98
- 2019 NR98
- 2019 NS98
- 2019 NT98
- 2019 NU98
- 2019 NV98
- 2019 NW98
- 2019 NX98
- 2019 NY98
- 2019 NZ98
- 2019 NA99
- 2019 NB99
- 2019 NC99
- 2019 ND99
- 2019 NE99
- 2019 NF99
- 2019 NG99
- 2019 NH99
- 2019 NJ99
- 2019 NK99
- 2019 NL99
- 2019 NM99
- 2019 NN99
- 2019 NO99
- 2019 NP99
- 2019 NQ99
- 2019 NR99
- 2019 NS99
- 2019 NT99
- 2019 NU99
- 2019 NV99
- 2019 NW99
- 2019 NX99
- 2019 NY99
- 2019 NZ99
- 2019 NA100
- 2019 NB100
- 2019 NC100
- 2019 ND100
- 2019 NE100
- 2019 NF100
- 2019 NG100
- 2019 NH100
- 2019 NJ100
- 2019 NK100
- 2019 NL100
- 2019 NM100
- 2019 NN100
- 2019 NO100
- 2019 NP100
- 2019 NQ100
- 2019 NR100
- 2019 NS100
- 2019 NT100
- 2019 NU100
- 2019 NV100
- 2019 NW100
- 2019 NX100
- 2019 NY100
- 2019 NZ100
- 2019 NA101
- 2019 NB101
- 2019 NC101
- 2019 ND101
- 2019 NE101
- 2019 NF101
- 2019 NG101
- 2019 NH101
- 2019 NJ101
- 2019 NK101
- 2019 NL101
- 2019 NM101
- 2019 NN101
- 2019 NO101
- 2019 NP101
- 2019 NQ101
- 2019 NR101
- 2019 NS101
- 2019 NT101
- 2019 NU101
- 2019 NV101
- 2019 NW101
- 2019 NX101
- 2019 NY101
- 2019 NZ101
- 2019 NA102
- 2019 NB102
- 2019 NC102
- 2019 ND102
- 2019 NE102
- 2019 NF102
- 2019 NG102
- 2019 NH102
- 2019 NJ102
- 2019 NK102
- 2019 NL102
- 2019 NM102
- 2019 NN102
- 2019 NO102
- 2019 NP102
- 2019 NQ102
- 2019 NR102
- 2019 NS102
- 2019 NT102
- 2019 NU102
- 2019 NV102
- 2019 NW102
- 2019 NX102
- 2019 NY102
- 2019 NZ102
- 2019 NA103
- 2019 NB103
- 2019 NC103
- 2019 ND103
- 2019 NE103
- 2019 NF103
- 2019 NG103
- 2019 NH103
- 2019 NJ103
- 2019 NK103
- 2019 NL103
- 2019 NM103
- 2019 NN103
- 2019 NO103
- 2019 NP103
- 2019 NQ103
- 2019 NR103
- 2019 NS103
- 2019 NT103
- 2019 NU103
- 2019 NV103
- 2019 NW103
- 2019 NX103
- 2019 NY103
- 2019 NZ103
- 2019 NA104
- 2019 NB104
- 2019 NC104
- 2019 ND104
- 2019 NE104
- 2019 NF104
- 2019 NG104
- 2019 NH104
- 2019 NJ104
- 2019 NK104
- 2019 NL104
- 2019 NM104
- 2019 NN104
- 2019 NO104
- 2019 NP104
- 2019 NQ104
- 2019 NR104
- 2019 NS104
- 2019 NT104
- 2019 NU104
- 2019 NV104
- 2019 NW104
- 2019 NX104
- 2019 NY104
- 2019 NZ104
- 2019 NA105
- 2019 NB105
- 2019 NC105
- 2019 ND105
- 2019 NE105
- 2019 NF105
- 2019 NG105
- 2019 NH105
- 2019 NJ105
- 2019 NK105
- 2019 NL105
- 2019 NM105
- 2019 NN105
- 2019 NO105
- 2019 NP105
- 2019 NQ105
- 2019 NR105
- 2019 NS105
- 2019 NT105
- 2019 NU105
- 2019 NV105
- 2019 NW105
- 2019 NX105
- 2019 NY105
- 2019 NZ105
- 2019 NA106
- 2019 NB106
- 2019 NC106
- 2019 ND106
- 2019 NE106
- 2019 NF106
- 2019 NG106
- 2019 NH106
- 2019 NJ106
- 2019 NK106
- 2019 NL106
- 2019 NM106
- 2019 NN106
- 2019 NO106
- 2019 NP106
- 2019 NQ106
- 2019 NR106
- 2019 NS106
- 2019 NT106
- 2019 NU106
- 2019 NV106
- 2019 NW106
- 2019 NX106
- 2019 NY106
- 2019 NZ106
- 2019 NA107
- 2019 NB107
- 2019 ND107
- 2019 NE107
- 2019 NF107
- 2019 NG107
- 2019 NH107
- 2019 NJ107
- 2019 NK107
- 2019 NL107
- 2019 NN107
- 2019 NO107
- 2019 NP107
- 2019 NQ107
- 2019 NR107
- 2019 NS107
- 2019 NT107
- 2019 NU107
- 2019 NV107
- 2019 NW107
- 2019 NX107
- 2019 NY107
- 2019 NZ107
- 2019 NA108
- 2019 NB108
- 2019 NC108
- 2019 ND108
- 2019 NE108
- 2019 NF108
- 2019 NG108
- 2019 NH108
- 2019 NJ108
- 2019 NK108
- 2019 NL108
- 2019 NM108
- 2019 NN108
- 2019 NO108
- 2019 NP108
- 2019 NQ108
- 2019 NR108
- 2019 NS108
- 2019 NT108
- 2019 NU108
- 2019 NV108
- 2019 NW108
- 2019 NX108
- 2019 NY108
- 2019 NA109
- 2019 NB109
- 2019 NC109
- 2019 ND109
- 2019 NE109
- 2019 NF109
- 2019 NG109
- 2019 NH109
- 2019 NJ109
- 2019 NK109
- 2019 NL109
- 2019 NM109
- 2019 NN109
- 2019 NO109
- 2019 NP109
- 2019 NQ109
- 2019 NR109
- 2019 NS109
- 2019 NT109
- 2019 NU109
- 2019 NV109
- 2019 NW109
- 2019 NX109
- 2019 NY109
- 2019 NZ109
- 2019 NA110
- 2019 NB110
- 2019 NC110
- 2019 ND110
- 2019 NE110
- 2019 NF110
- 2019 NG110
- 2019 NH110
- 2019 NJ110
- 2019 NK110
- 2019 NL110
- 2019 NM110
- 2019 NN110
- 2019 NO110
- 2019 NP110
- 2019 NQ110
- 2019 NR110
- 2019 NS110
- 2019 NT110
- 2019 NU110
- 2019 NV110
- 2019 NW110
- 2019 NX110
- 2019 NY110
- 2019 NZ110
- 2019 NA111
- 2019 NB111
- 2019 NC111
- 2019 ND111
- 2019 NE111
- 2019 NF111
- 2019 NG111
- 2019 NH111
- 2019 NJ111
- 2019 NK111
- 2019 NL111
- 2019 NM111
- 2019 NN111
- 2019 NO111
- 2019 NP111
- 2019 NQ111
- 2019 NR111
- 2019 NS111
- 2019 NT111
- 2019 NU111
- 2019 NV111
- 2019 NW111
- 2019 NX111
- 2019 NY111
- 2019 NZ111
- 2019 NA112
- 2019 NB112
- 2019 NC112
- 2019 ND112
- 2019 NE112
- 2019 NF112
- 2019 NG112
- 2019 NH112
- 2019 NJ112
- 2019 NK112
- 2019 NL112
- 2019 NM112
- 2019 NN112
- 2019 NO112
- 2019 NP112
- 2019 NQ112
- 2019 NR112
- 2019 NS112
- 2019 NT112
- 2019 NU112
- 2019 NV112
- 2019 NW112
- 2019 NX112
- 2019 NY112
- 2019 NZ112
- 2019 NA113
- 2019 NB113
- 2019 NC113
- 2019 ND113
- 2019 NE113
- 2019 NG113
- 2019 NH113
- 2019 NJ113
- 2019 NK113
- 2019 NL113
- 2019 NM113
- 2019 NN113
- 2019 NO113
- 2019 NP113
- 2019 NQ113
- 2019 NR113
- 2019 NS113
- 2019 NT113
- 2019 NV113
- 2019 NW113
- 2019 NX113
- 2019 NY113
- 2019 NZ113
- 2019 NA114
- 2019 NB114
- 2019 NC114
- 2019 ND114
- 2019 NE114
- 2019 NF114
- 2019 NG114
- 2019 NH114
- 2019 NJ114
- 2019 NK114
- 2019 NL114
- 2019 NM114
- 2019 NN114
- 2019 NO114
- 2019 NP114
- 2019 NQ114
- 2019 NR114
- 2019 NS114
- 2019 NT114
- 2019 NU114
- 2019 NV114
- 2019 NW114
- 2019 NX114
- 2019 NZ114
- 2019 NA115
- 2019 NC115
- 2019 NE115
- 2019 NG115
- 2019 NK115
- 2019 NL115
- 2019 NM115
- 2019 NO115
- 2019 NP115
- 2019 NQ115
- 2019 NR115
- 2019 NS115
- 2019 NT115
- 2019 NU115
- 2019 NV115
- 2019 NW115
- 2019 NX115
- 2019 NZ115
- 2019 NA116
- 2019 NB116
- 2019 NC116
- 2019 ND116
- 2019 NE116
- 2019 NF116
- 2019 NG116
- 2019 NH116
- 2019 NJ116
- 2019 NK116
- 2019 NL116
- 2019 NM116
- 2019 NN116
- 2019 NO116
- 2019 NP116
- 2019 NQ116
- 2019 NR116
- 2019 NS116
- 2019 NT116
- 2019 NU116
- 2019 NV116
- 2019 NX116
- 2019 NY116
- 2019 NZ116
- 2019 NA117
- 2019 NB117
- 2019 NC117
- 2019 ND117
- 2019 NE117
- 2019 NF117
- 2019 NG117
- 2019 NH117
- 2019 NK117
- 2019 NL117
- 2019 NM117
- 2019 NN117
- 2019 NO117
- 2019 NP117
- 2019 NQ117
- 2019 NR117
- 2019 NS117
- 2019 NT117
- 2019 NU117
- 2019 NV117
- 2019 NW117
- 2019 NX117
- 2019 NY117
- 2019 NZ117
- 2019 NA118
- 2019 NB118
- 2019 NC118
- 2019 ND118
- 2019 NE118
- 2019 NF118
- 2019 NG118
- 2019 NH118
- 2019 NJ118
- 2019 NK118
- 2019 NL118
- 2019 NM118
- 2019 NN118
- 2019 NO118
- 2019 NP118
- 2019 NQ118
- 2019 NR118
- 2019 NS118
- 2019 NU118
- 2019 NV118
- 2019 NW118
- 2019 NX118
- 2019 NY118
- 2019 NZ118
- 2019 NA119
- 2019 NB119
- 2019 NC119
- 2019 ND119
- 2019 NE119
- 2019 NF119
- 2019 NG119
- 2019 NH119
- 2019 NJ119
- 2019 NK119
- 2019 NL119
- 2019 NM119
- 2019 NN119
- 2019 NO119
- 2019 NQ119
- 2019 NR119
- 2019 NS119
- 2019 NT119
- 2019 NU119
- 2019 NV119
- 2019 NW119
- 2019 NX119
- 2019 NY119
- 2019 NZ119
- 2019 NA120
- 2019 NB120
- 2019 NC120
- 2019 ND120
- 2019 NE120
- 2019 NF120
- 2019 NG120
- 2019 NH120
- 2019 NJ120
- 2019 NL120
- 2019 NM120
- 2019 NN120
- 2019 NO120
- 2019 NP120
- 2019 NQ120
- 2019 NR120
- 2019 NS120
- 2019 NT120
- 2019 NU120
- 2019 NV120
- 2019 NW120
- 2019 NX120
- 2019 NY120
- 2019 NZ120
- 2019 NA121
- 2019 NB121
- 2019 NC121
- 2019 ND121
- 2019 NE121
- 2019 NF121
- 2019 NG121
- 2019 NH121
- 2019 NJ121

### Du 16 au 31 juillet 2019
- 2019 OB
- 2019 OC
- 2019 OD
- 2019 OE
- 2019 OG
- 2019 OJ
- 2019 OK
- 2019 OL
- 2019 OM
- 2019 ON
- 2019 OO
- 2019 OP
- 2019 OQ
- 2019 OR
- 2019 OT
- 2019 OU
- 2019 OV
- 2019 OW
- 2019 OX
- 2019 OY
- 2019 OZ
- 2019 OA1
- 2019 OB1
- 2019 OC1
- 2019 OD1
- 2019 OE1
- 2019 OG1
- 2019 OH1
- 2019 OJ1
- 2019 OK1
- 2019 OL1
- 2019 OM1
- 2019 ON1
- 2019 OO1
- 2019 OP1
- 2019 OQ1
- 2019 OR1
- 2019 OS1
- 2019 OT1
- 2019 OU1
- 2019 OV1
- 2019 OW1
- 2019 OX1
- 2019 OZ1
- 2019 OA2
- 2019 OC2
- 2019 OD2
- 2019 OE2
- 2019 OF2
- 2019 OG2
- 2019 OH2
- 2019 OJ2
- 2019 OK2
- 2019 OL2
- 2019 OM2
- 2019 ON2
- 2019 OO2
- 2019 OP2
- 2019 OQ2
- 2019 OR2
- 2019 OS2
- 2019 OT2
- 2019 OU2
- 2019 OV2
- 2019 OW2
- 2019 OX2
- 2019 OY2
- 2019 OZ2
- 2019 OA3
- 2019 OB3
- 2019 OC3
- 2019 OD3
- 2019 OF3
- 2019 OH3
- 2019 OJ3
- 2019 OK3
- 2019 OL3
- 2019 OM3
- 2019 ON3
- 2019 OO3
- 2019 OP3
- 2019 OQ3
- 2019 OR3
- 2019 OS3
- 2019 OT3
- 2019 OU3
- 2019 OV3
- 2019 OW3
- 2019 OX3
- 2019 OY3
- 2019 OZ3
- A/2019 O4
- 2019 OA4
- 2019 OB4
- 2019 OE4
- 2019 OF4
- 2019 OG4
- 2019 OH4
- 2019 OJ4
- 2019 OM4
- 2019 ON4
- 2019 OO4
- 2019 OP4
- 2019 OQ4
- 2019 OR4
- 2019 OS4
- 2019 OT4
- 2019 OU4
- 2019 OX4
- 2019 OY4
- 2019 OA5
- 2019 OB5
- 2019 OC5
- 2019 OE5
- 2019 OM5
- 2019 ON5
- 2019 OO5
- 2019 OR5
- 2019 OT5
- 2019 OU5
- 2019 OW5
- 2019 OX5
- 2019 OY5
- 2019 OZ5
- 2019 OB6
- 2019 OC6
- 2019 OG6
- 2019 OH6
- 2019 OJ6
- 2019 OK6
- 2019 OL6
- 2019 OM6
- 2019 ON6
- 2019 OP6
- 2019 OQ6
- 2019 OR6
- 2019 OT6
- 2019 OU6
- 2019 OW6
- 2019 OX6
- 2019 OY6
- 2019 OB7
- 2019 OC7
- 2019 OE7
- 2019 OF7
- 2019 OG7
- 2019 OH7
- 2019 OJ7
- 2019 OK7
- 2019 ON7
- 2019 OO7
- 2019 OP7
- 2019 OQ7
- 2019 OR7
- 2019 OS7
- 2019 OT7
- 2019 OU7
- 2019 OV7
- 2019 OX7
- 2019 OY7
- 2019 OZ7
- 2019 OA8
- 2019 OC8
- 2019 OE8
- 2019 OF8
- 2019 OH8
- 2019 OM8
- 2019 OO8
- 2019 OP8
- 2019 OQ8
- 2019 OS8
- 2019 OT8
- 2019 OU8
- 2019 OV8
- 2019 OY8
- 2019 OB9
- 2019 OC9
- 2019 OD9
- 2019 OE9
- 2019 OH9
- 2019 OJ9
- 2019 OK9
- 2019 OM9
- 2019 ON9
- 2019 OO9
- 2019 OQ9
- 2019 OS9
- 2019 OT9
- 2019 OU9
- 2019 OW9
- 2019 OX9
- 2019 OY9
- 2019 OB10
- 2019 OC10
- 2019 OG10
- 2019 OH10
- 2019 OJ10
- 2019 OK10
- 2019 ON10
- 2019 OO10
- 2019 OR10
- 2019 OS10
- 2019 OT10
- 2019 OU10
- 2019 OV10
- 2019 OW10
- 2019 OX10
- 2019 OY10
- 2019 OA11
- 2019 OB11
- 2019 OC11
- 2019 OD11
- 2019 OG11
- 2019 OH11
- 2019 OJ11
- 2019 OL11
- 2019 ON11
- 2019 OO11
- 2019 OZ11
- 2019 OA12
- 2019 OB12
- 2019 OC12
- 2019 OD12
- 2019 OE12
- 2019 OF12
- 2019 OM12
- 2019 ON12
- 2019 OO12
- 2019 OP12
- 2019 OR12
- 2019 OS12
- 2019 OU12
- 2019 OV12
- 2019 OX12
- 2019 OZ12
- 2019 OA13
- 2019 OB13
- 2019 OC13
- 2019 OE13
- 2019 OG13
- 2019 OH13
- 2019 OJ13
- 2019 OL13
- 2019 OM13
- 2019 ON13
- 2019 OO13
- 2019 OP13
- 2019 OR13
- 2019 OT13
- 2019 OW13
- 2019 OY13
- 2019 OA14
- 2019 OC14
- 2019 OL14
- 2019 OM14
- 2019 ON14
- 2019 OO14
- 2019 OQ14
- 2019 OR14
- 2019 OS14
- 2019 OT14
- 2019 OU14
- 2019 OY14
- 2019 OZ14
- 2019 OB15
- 2019 OE15
- 2019 OF15
- 2019 OJ15
- 2019 OK15
- 2019 OO15
- 2019 OP15
- 2019 OQ15
- 2019 OR15
- 2019 OS15
- 2019 OT15
- 2019 OU15
- 2019 OV15
- 2019 OX15
- 2019 OY15
- 2019 OA16
- 2019 OB16
- 2019 OD16
- 2019 OF16
- 2019 OG16
- 2019 OJ16
- 2019 OK16
- 2019 OL16
- 2019 OM16
- 2019 ON16
- 2019 OP16
- 2019 OQ16
- 2019 OR16
- 2019 OS16
- 2019 OT16
- 2019 OU16
- 2019 OV16
- 2019 OX16
- 2019 OA17
- 2019 OD17
- 2019 OE17
- 2019 OG17
- 2019 OJ17
- 2019 OM17
- 2019 OO17
- 2019 OP17
- 2019 OQ17
- 2019 OR17
- 2019 OS17
- 2019 OT17
- 2019 OU17
- 2019 OV17
- 2019 OW17
- 2019 OX17
- 2019 OZ17
- 2019 OB18
- 2019 OD18
- 2019 OE18
- 2019 OG18
- 2019 OH18
- 2019 OJ18
- 2019 OK18
- 2019 OL18
- 2019 OM18
- 2019 ON18
- 2019 OO18
- 2019 OQ18
- 2019 OR18
- 2019 OS18
- 2019 OT18
- 2019 OU18
- 2019 OV18
- 2019 OW18
- 2019 OX18
- 2019 OY18
- 2019 OZ18
- 2019 OA19
- 2019 OC19
- 2019 OD19
- 2019 OE19
- 2019 OF19
- 2019 OJ19
- 2019 OL19
- 2019 OM19
- 2019 OO19
- 2019 OQ19
- 2019 OR19
- 2019 OT19
- 2019 OU19
- 2019 OX19
- 2019 OY19
- 2019 OZ19
- 2019 OA20
- 2019 OB20
- 2019 OC20
- 2019 OD20
- 2019 OF20
- 2019 OJ20
- 2019 OK20
- 2019 OL20
- 2019 ON20
- 2019 OO20
- 2019 OP20
- 2019 OQ20
- 2019 OS20
- 2019 OU20
- 2019 OV20
- 2019 OW20
- 2019 OZ20
- 2019 OB21
- 2019 OC21
- 2019 OD21
- 2019 OF21
- 2019 OG21
- 2019 OH21
- 2019 OL21
- 2019 OM21
- 2019 ON21
- 2019 OO21
- 2019 OP21
- 2019 OQ21
- 2019 OR21
- 2019 OS21
- 2019 OU21
- 2019 OV21
- 2019 OX21
- 2019 OY21
- 2019 OZ21
- 2019 OA22
- 2019 OB22
- 2019 OC22
- 2019 OD22
- 2019 OE22
- 2019 OF22
- 2019 OG22
- 2019 OH22
- 2019 OK22
- 2019 OL22
- 2019 ON22
- 2019 OQ22
- 2019 OR22
- 2019 OS22
- 2019 OU22
- 2019 OW22
- 2019 OX22
- 2019 OY22
- 2019 OB23
- 2019 OD23
- 2019 OE23
- 2019 OG23
- 2019 OH23
- 2019 OJ23
- 2019 OK23
- 2019 OQ23
- 2019 OT23
- 2019 OV23
- 2019 OW23
- 2019 OZ23
- 2019 OB24
- 2019 OE24
- 2019 OF24
- 2019 OG24
- 2019 OJ24
- 2019 OK24
- 2019 OL24
- 2019 OM24
- 2019 ON24
- 2019 OO24
- 2019 OP24
- 2019 OQ24
- 2019 OR24
- 2019 OS24
- 2019 OT24
- 2019 OU24
- 2019 OV24
- 2019 OX24
- 2019 OY24
- 2019 OZ24
- 2019 OA25
- 2019 OD25
- 2019 OE25
- 2019 OF25
- 2019 OG25
- 2019 OH25
- 2019 OJ25
- 2019 OK25
- 2019 OL25
- 2019 OM25
- 2019 ON25
- 2019 OO25
- 2019 OP25
- 2019 OQ25
- 2019 OR25
- 2019 OS25
- 2019 OT25
- 2019 OU25
- 2019 OV25
- 2019 OW25
- 2019 OX25
- 2019 OY25
- 2019 OA26
- 2019 OB26
- 2019 OC26
- 2019 OD26
- 2019 OE26
- 2019 OF26
- 2019 OG26
- 2019 OK26
- 2019 OL26
- 2019 OO26
- 2019 OT26
- 2019 OU26
- 2019 OV26
- 2019 OW26
- 2019 OX26
- 2019 OY26
- 2019 OZ26
- 2019 OA27
- 2019 OB27
- 2019 OC27
- 2019 OD27
- 2019 OE27
- 2019 OF27
- 2019 OG27
- 2019 OJ27
- 2019 OK27
- 2019 OL27
- 2019 OM27
- 2019 OO27
- 2019 OP27
- 2019 OR27
- 2019 OS27
- 2019 OT27
- 2019 OY27
- 2019 OA28
- 2019 OB28
- 2019 OD28
- 2019 OE28
- 2019 OF28
- 2019 OG28
- 2019 OH28
- 2019 OJ28
- 2019 OK28
- 2019 OL28
- 2019 OM28
- 2019 OO28
- 2019 OS28
- 2019 OU28
- 2019 OV28
- 2019 OX28
- 2019 OY28
- 2019 OZ28
- 2019 OA29
- 2019 OB29
- 2019 OC29
- 2019 OE29
- 2019 OF29
- 2019 OG29
- 2019 OH29
- 2019 OJ29
- 2019 OK29
- 2019 OL29
- 2019 OM29
- 2019 ON29
- 2019 OO29
- 2019 OQ29
- 2019 OR29
- 2019 OS29
- 2019 OT29
- 2019 OU29
- 2019 OV29
- 2019 OW29
- 2019 OX29
- 2019 OY29
- 2019 OZ29
- 2019 OA30
- 2019 OB30
- 2019 OC30
- 2019 OD30
- 2019 OE30
- 2019 OF30
- 2019 OG30
- 2019 OH30
- 2019 OJ30
- 2019 OK30
- 2019 OL30
- 2019 OM30
- 2019 ON30
- 2019 OO30
- 2019 OP30
- 2019 OQ30
- 2019 OR30
- 2019 OS30
- 2019 OT30
- 2019 OU30
- 2019 OV30
- 2019 OW30
- 2019 OX30
- 2019 OY30
- 2019 OZ30
- 2019 OA31
- 2019 OB31
- 2019 OC31
- 2019 OE31
- 2019 OF31
- 2019 OG31
- 2019 OH31
- 2019 OJ31
- 2019 OK31
- 2019 OL31
- 2019 OM31
- 2019 ON31
- 2019 OO31
- 2019 OP31
- 2019 OQ31
- 2019 OR31
- 2019 OS31
- 2019 OT31
- 2019 OU31
- 2019 OV31
- 2019 OW31
- 2019 OX31
- 2019 OZ31
- 2019 OE32
- 2019 OF32
- 2019 OG32
- 2019 OH32
- 2019 OJ32
- 2019 OK32
- 2019 OL32
- 2019 OM32
- 2019 ON32
- 2019 OO32
- 2019 OP32
- 2019 OQ32
- 2019 OR32
- 2019 OS32
- 2019 OU32
- 2019 OV32
- 2019 OW32
- 2019 OX32
- 2019 OY32
- 2019 OZ32
- 2019 OA33
- 2019 OB33
- 2019 OC33
- 2019 OD33
- 2019 OE33
- 2019 OF33
- 2019 OG33
- 2019 OH33
- 2019 OJ33
- 2019 OM33
- 2019 OO33
- 2019 OP33
- 2019 OR33
- 2019 OS33
- 2019 OT33
- 2019 OU33
- 2019 OV33
- 2019 OW33
- 2019 OY33
- 2019 OA34
- 2019 OB34
- 2019 OD34
- 2019 OE34
- 2019 OF34
- 2019 OG34
- 2019 OH34
- 2019 OJ34
- 2019 OK34
- 2019 OL34
- 2019 OM34
- 2019 ON34
- 2019 OO34
- 2019 OQ34
- 2019 OR34
- 2019 OS34
- 2019 OT34
- 2019 OU34
- 2019 OV34
- 2019 OW34
- 2019 OX34
- 2019 OY34
- 2019 OZ34
- 2019 OA35
- 2019 OB35
- 2019 OC35
- 2019 OD35
- 2019 OE35
- 2019 OF35
- 2019 OG35
- 2019 OH35
- 2019 OJ35
- 2019 OK35
- 2019 OL35
- 2019 OM35
- 2019 ON35
- 2019 OO35
- 2019 OP35
- 2019 OQ35
- 2019 OR35
- 2019 OS35
- 2019 OT35
- 2019 OU35
- 2019 OV35
- 2019 OW35
- 2019 OX35
- 2019 OY35
- 2019 OA36
- 2019 OB36
- 2019 OC36
- 2019 OD36
- 2019 OE36
- 2019 OF36
- 2019 OG36
- 2019 OH36
- 2019 OJ36
- 2019 OK36
- 2019 OM36
- 2019 ON36
- 2019 OO36
- 2019 OP36
- 2019 OQ36
- 2019 OR36
- 2019 OS36
- 2019 OT36
- 2019 OU36
- 2019 OW36
- 2019 OX36
- 2019 OZ36
- 2019 OA37
- 2019 OB37
- 2019 OC37
- 2019 OD37
- 2019 OE37
- 2019 OF37
- 2019 OG37
- 2019 OH37
- 2019 OK37
- 2019 OL37
- 2019 OM37
- 2019 ON37
- 2019 OO37
- 2019 OP37
- 2019 OQ37
- 2019 OR37
- 2019 OS37
- 2019 OT37
- 2019 OU37
- 2019 OV37
- 2019 OX37
- 2019 OY37
- 2019 OZ37
- 2019 OA38
- 2019 OB38
- 2019 OC38
- 2019 OD38
- 2019 OE38
- 2019 OF38
- 2019 OG38
- 2019 OH38
- 2019 OJ38
- 2019 OK38
- 2019 OL38
- 2019 OM38
- 2019 ON38
- 2019 OO38
- 2019 OP38
- 2019 OQ38
- 2019 OR38
- 2019 OS38
- 2019 OT38
- 2019 OU38
- 2019 OV38
- 2019 OW38
- 2019 OX38
- 2019 OY38
- 2019 OB39
- 2019 OD39
- 2019 OE39
- 2019 OG39
- 2019 OH39
- 2019 OJ39
- 2019 OK39
- 2019 OM39
- 2019 ON39
- 2019 OO39
- 2019 OP39
- 2019 OQ39
- 2019 OR39
- 2019 OT39
- 2019 OU39
- 2019 OV39
- 2019 OY39
- 2019 OZ39
- 2019 OB40
- 2019 OC40
- 2019 OD40
- 2019 OE40
- 2019 OF40
- 2019 OG40
- 2019 OH40
- 2019 OJ40
- 2019 OK40
- 2019 OL40
- 2019 OM40
- 2019 ON40
- 2019 OO40
- 2019 OP40
- 2019 OR40
- 2019 OS40
- 2019 OT40
- 2019 OU40
- 2019 OV40
- 2019 OX40
- 2019 OY40
- 2019 OZ40
- 2019 OA41
- 2019 OC41
- 2019 OD41
- 2019 OE41
- 2019 OF41
- 2019 OG41
- 2019 OH41
- 2019 OJ41
- 2019 OK41
- 2019 OL41
- 2019 OM41
- 2019 ON41
- 2019 OO41
- 2019 OQ41
- 2019 OR41
- 2019 OS41
- 2019 OT41
- 2019 OU41
- 2019 OV41
- 2019 OW41
- 2019 OX41
- 2019 OY41
- 2019 OZ41
- 2019 OA42
- 2019 OB42
- 2019 OC42
- 2019 OD42
- 2019 OE42
- 2019 OF42
- 2019 OG42
- 2019 OH42
- 2019 OJ42
- 2019 OK42
- 2019 OL42
- 2019 OM42
- 2019 ON42
- 2019 OO42
- 2019 OP42
- 2019 OQ42
- 2019 OR42
- 2019 OS42
- 2019 OT42
- 2019 OU42
- 2019 OV42
- 2019 OW42
- 2019 OX42
- 2019 OY42
- 2019 OZ42
- 2019 OA43
- 2019 OB43
- 2019 OC43
- 2019 OD43
- 2019 OE43
- 2019 OF43
- 2019 OG43
- 2019 OH43
- 2019 OJ43
- 2019 OK43
- 2019 OL43
- 2019 OM43
- 2019 ON43
- 2019 OO43
- 2019 OP43
- 2019 OQ43
- 2019 OR43
- 2019 OS43
- 2019 OT43
- 2019 OU43
- 2019 OW43
- 2019 OX43
- 2019 OY43
- 2019 OZ43
- 2019 OA44
- 2019 OB44
- 2019 OC44
- 2019 OD44
- 2019 OE44
- 2019 OF44
- 2019 OG44
- 2019 OH44
- 2019 OJ44
- 2019 OK44
- 2019 OL44
- 2019 OM44
- 2019 ON44
- 2019 OO44
- 2019 OP44
- 2019 OQ44
- 2019 OR44
- 2019 OS44
- 2019 OU44
- 2019 OV44
- 2019 OW44
- 2019 OX44
- 2019 OY44
- 2019 OZ44
- 2019 OA45
- 2019 OC45
- 2019 OD45
- 2019 OE45
- 2019 OF45
- 2019 OG45
- 2019 OH45
- 2019 OJ45
- 2019 OK45
- 2019 OL45
- 2019 OM45
- 2019 ON45
- 2019 OO45
- 2019 OP45
- 2019 OQ45
- 2019 OR45
- 2019 OS45
- 2019 OT45
- 2019 OU45
- 2019 OV45
- 2019 OW45
- 2019 OX45
- 2019 OY45
- 2019 OZ45
- 2019 OB46
- 2019 OC46
- 2019 OD46
- 2019 OE46
- 2019 OF46
- 2019 OG46
- 2019 OH46
- 2019 OJ46
- 2019 OK46
- 2019 OL46
- 2019 OM46
- 2019 ON46
- 2019 OO46
- 2019 OP46
- 2019 OQ46
- 2019 OR46
- 2019 OS46
- 2019 OT46
- 2019 OU46
- 2019 OV46
- 2019 OW46
- 2019 OX46
- 2019 OY46
- 2019 OZ46
- 2019 OA47
- 2019 OB47
- 2019 OC47
- 2019 OD47
- 2019 OE47
- 2019 OF47
- 2019 OG47
- 2019 OH47
- 2019 OJ47
- 2019 OK47
- 2019 OL47
- 2019 OM47
- 2019 ON47
- 2019 OO47
- 2019 OP47
- 2019 OQ47
- 2019 OR47
- 2019 OS47
- 2019 OT47
- 2019 OU47
- 2019 OV47
- 2019 OW47
- 2019 OX47
- 2019 OY47
- 2019 OZ47
- 2019 OA48
- 2019 OB48
- 2019 OC48
- 2019 OD48
- 2019 OE48
- 2019 OF48
- 2019 OG48
- 2019 OH48
- 2019 OJ48
- 2019 OK48
- 2019 OL48
- 2019 OM48
- 2019 ON48
- 2019 OO48
- 2019 OP48
- 2019 OQ48
- 2019 OR48
- 2019 OS48
- 2019 OT48
- 2019 OU48
- 2019 OV48
- 2019 OW48
- 2019 OX48
- 2019 OY48
- 2019 OZ48
- 2019 OA49
- 2019 OB49
- 2019 OC49
- 2019 OD49
- 2019 OE49
- 2019 OF49
- 2019 OG49
- 2019 OH49
- 2019 OJ49
- 2019 OK49
- 2019 OL49
- 2019 OM49
- 2019 ON49
- 2019 OO49
- 2019 OP49
- 2019 OQ49
- 2019 OR49
- 2019 OS49
- 2019 OT49
- 2019 OU49
- 2019 OV49
- 2019 OW49
- 2019 OX49
- 2019 OY49
- 2019 OZ49
- 2019 OA50
- 2019 OB50
- 2019 OC50
- 2019 OD50
- 2019 OE50
- 2019 OF50
- 2019 OG50
- 2019 OH50
- 2019 OK50
- 2019 OL50
- 2019 OM50
- 2019 OO50
- 2019 OP50
- 2019 OQ50
- 2019 OR50
- 2019 OS50
- 2019 OT50
- 2019 OU50
- 2019 OV50
- 2019 OW50
- 2019 OX50
- 2019 OY50
- 2019 OZ50
- 2019 OB51
- 2019 OC51
- 2019 OD51
- 2019 OE51
- 2019 OF51
- 2019 OG51
- 2019 OH51
- 2019 OJ51
- 2019 OK51
- 2019 OL51
- 2019 OM51
- 2019 ON51
- 2019 OO51
- 2019 OP51
- 2019 OQ51
- 2019 OR51
- 2019 OS51
- 2019 OT51
- 2019 OU51
- 2019 OV51
- 2019 OW51
- 2019 OX51
- 2019 OY51
- 2019 OZ51
- 2019 OA52
- 2019 OB52
- 2019 OC52
- 2019 OD52
- 2019 OE52
- 2019 OF52
- 2019 OG52
- 2019 OH52
- 2019 OJ52
- 2019 OK52
- 2019 OL52
- 2019 OM52
- 2019 ON52
- 2019 OO52
- 2019 OP52
- 2019 OQ52
- 2019 OR52
- 2019 OS52
- 2019 OT52
- 2019 OU52
- 2019 OV52
- 2019 OW52
- 2019 OX52
- 2019 OY52
- 2019 OZ52
- 2019 OA53
- 2019 OB53
- 2019 OC53
- 2019 OD53
- 2019 OE53
- 2019 OF53
- 2019 OG53
- 2019 OH53
- 2019 OJ53
- 2019 OK53
- 2019 OL53
- 2019 OM53
- 2019 ON53
- 2019 OO53
- 2019 OP53
- 2019 OR53
- 2019 OS53
- 2019 OT53
- 2019 OU53
- 2019 OW53
- 2019 OX53
- 2019 OY53
- 2019 OZ53
- 2019 OA54
- 2019 OB54
- 2019 OC54
- 2019 OD54
- 2019 OE54
- 2019 OF54
- 2019 OG54
- 2019 OH54
- 2019 OJ54
- 2019 OK54
- 2019 OL54
- 2019 OM54
- 2019 ON54
- 2019 OO54
- 2019 OP54
- 2019 OQ54
- 2019 OR54
- 2019 OS54
- 2019 OT54
- 2019 OU54
- 2019 OV54
- 2019 OW54
- 2019 OX54
- 2019 OY54
- 2019 OZ54
- 2019 OA55
- 2019 OB55
- 2019 OC55
- 2019 OD55
- 2019 OE55
- 2019 OF55
- 2019 OG55
- 2019 OH55
- 2019 OJ55
- 2019 OK55
- 2019 OL55
- 2019 OM55
- 2019 ON55
- 2019 OO55
- 2019 OP55
- 2019 OQ55
- 2019 OR55
- 2019 OS55
- 2019 OT55
- 2019 OU55
- 2019 OV55
- 2019 OW55
- 2019 OX55
- 2019 OY55
- 2019 OZ55
- 2019 OA56
- 2019 OB56
- 2019 OC56
- 2019 OD56
- 2019 OE56
- 2019 OF56
- 2019 OG56
- 2019 OH56
- 2019 OJ56
- 2019 OK56
- 2019 OL56
- 2019 OM56
- 2019 ON56
- 2019 OO56
- 2019 OP56
- 2019 OQ56
- 2019 OR56
- 2019 OS56
- 2019 OT56
- 2019 OU56
- 2019 OV56
- 2019 OW56
- 2019 OX56
- 2019 OY56
- 2019 OZ56
- 2019 OA57
- 2019 OB57
- 2019 OD57
- 2019 OE57
- 2019 OF57
- 2019 OG57
- 2019 OH57
- 2019 OK57
- 2019 OL57
- 2019 OM57
- 2019 ON57
- 2019 OO57
- 2019 OP57
- 2019 OQ57
- 2019 OR57
- 2019 OS57
- 2019 OT57
- 2019 OU57
- 2019 OV57
- 2019 OW57
- 2019 OX57
- 2019 OY57
- 2019 OZ57
- 2019 OA58
- 2019 OB58
- 2019 OC58
- 2019 OE58
- 2019 OF58
- 2019 OG58
- 2019 OH58
- 2019 OJ58
- 2019 OL58
- 2019 OM58
- 2019 ON58
- 2019 OO58
- 2019 OP58
- 2019 OQ58
- 2019 OR58
- 2019 OS58
- 2019 OT58
- 2019 OU58
- 2019 OV58
- 2019 OW58
- 2019 OX58
- 2019 OY58
- 2019 OZ58
- 2019 OA59
- 2019 OB59
- 2019 OC59
- 2019 OD59
- 2019 OE59
- 2019 OF59
- 2019 OG59
- 2019 OH59
- 2019 OJ59
- 2019 OL59
- 2019 ON59
- 2019 OO59
- 2019 OQ59
- 2019 OR59
- 2019 OS59
- 2019 OT59
- 2019 OU59
- 2019 OV59
- 2019 OW59
- 2019 OX59
- 2019 OY59
- 2019 OZ59
- 2019 OA60
- 2019 OB60
- 2019 OC60
- 2019 OD60
- 2019 OE60
- 2019 OF60
- 2019 OG60
- 2019 OH60
- 2019 OJ60
- 2019 OK60
- 2019 OL60
- 2019 OM60
- 2019 ON60
- 2019 OO60
- 2019 OP60
- 2019 OQ60
- 2019 OS60
- 2019 OT60
- 2019 OU60
- 2019 OV60
- 2019 OW60
- 2019 OX60
- 2019 OY60
- 2019 OZ60
- 2019 OA61
- 2019 OC61
- 2019 OD61